# Poliez-Pittet
Poliez-Pittet é uma comuna da Suíça, situada no distrito de Gros-de-Vaud, no cantão de Vaud. Tem 5,00 km² de área e sua população em 2018 foi estimada em 847 habitantes.